# Moosbach (Lauter)
Der Moosbach ist ein gut sechseinhalb Kilometer langer Wasserlauf im südpfälzischen Teil des Wasgaus (Rheinland-Pfalz) und ein rechter Zufluss der Lauter, die hier, an ihrem Oberlauf, noch Wieslauter genannt wird.

## Geographie

### Verlauf
Der Moosbach entspringt auf einer Höhe von 288 m ü. NHN  im mittleren Wasgau im Dahner Felsenland südwestlich des Kaletschkopfes (453,1 m ü. NHN) in einen Waldgelände im Naturschutzgebiet Moosbachtal aus dem Moosbrunnen. Er zwängt sich zunächst nordwärts durch ein enges bewaldetes Tal zwischen den Roten Felsen auf seiner linken Seite und dem Kaletschkopf auf der rechten. Bei der Moosbach-Halde ändert er seinen Lauf nach Nordosten und füllt dann südlich der Moosbachhütte einen kleinen Teich und kurz danach einen zweiten, den etwas größeren idyllischen Kranzwoog. Ganz allmählich dreht er seine Fließrichtung nun immer mehr nach Osten. Er läuft am Südhang des Lehmberges (386,2 m ü. NHN) entlang. Südlich des Wolfdells durchquert er hintereinander zwei weitere kleine Teiche und wird anschließend auf seiner rechten Seite vom aus dem Süden kommenden Seibertsbach  gespeist. Etwa dreihundert Meter bachabwärts biegt der Moosbach nach links ab und fließt nun in nördlicher Richtung westlich am Mehrsberg (328,2 m ü. NHN) vorbei. Kurz darauf durchfließt er den Neudahner Weiher, der am Südosthang des Sägköpfchen (317,9 m ü. NHN) liegt. Unweit des Weihers erhebt sich im Osten die Burg Neudahn. Der Moosbach mündet kurz darauf auf einer Höhe von 206 m ü. NHN von rechts in die Wieslauter.

### Zuflüsse
- Moosgraben (links), 0,1 km, 0,52 km²
- Seibertsbach (rechts), 4,6 km, 4,90  km²

## Biosphäre
Das Naturschutzgebiet Moosbachtal ist 111 Hektar groß. Seine Magerrasen, Feuchtwiesen, Zwischenmoore, dystrophen Teiche mit Verlandungszonen, Quellen, Bäche, Gebüsche und Wälder bieten einer Vielzahl von Arten den je eigenen Lebensraum, so dass es zu den bedeutenden Naturschutzgebiete im Landkreis Südwestpfalz gehört.

### Flora
In den Bruchwäldern des Tales wachsen wieder die zeitweise von Fichten und Buchen verdrängten Schwarzerlen und in den feuchten Auen gedeihen der Rippenfarn, der Sumpf-Haarstrang, die Sumpfschwertlilie  und die Sumpfdotterblume. Auch die Moosbeere, das knöterichblättrige Laichkraut, die Rispensegge, der Fieberklee, das Schmalblättriges Wollgras, die Seerose, der Lungenenzian und der Drachenwurz entfalten sich hier prächtig. Als eine Besonderheit des Tales gilt das Vorkommen des Strahligen Schillerporlings und des Erlen-Milchlinges.

### Fauna
In den Bruchwäldern des Tales kommen Ringelnattern, Bergmolche, Erdkröten und Grasfrösche vor, und auch den Buntspecht und den Neuntöter kann man dort beobachten. In den Braunwasserteichen gedeihen die Libellen vortrefflich. So wurden 37 verschiedene Libellenarten im Tal nachgewiesen, darunter auch die Blaugrüne Mosaikjungfer. Weitere im Tal lebende Insekten sind der Hirschkäfer, der Schwalbenschwanz und die Sumpfheuschrecke.

## Geologie
Geologisch  wird das Tal durch Ablagerungen des Buntsandsteines geprägt, welche stellenweise von Schwemmland aus der Erdneuzeit überlagert werden. Seltener kommen auch Schwarztorflagen vor.

## Tourismus
Durch das Moosbachtal verlaufen einige Wanderwege, beispielsweise die „Seerosentour“ oder der Fernwanderweg Pirmasens–Belfort. Ein Campingplatz am Neudahner Weiher bietet die Gelegenheit inmitten des Pfälzerwaldes zu campen. Das Tal ist seit neuestem über den gleichnamigen Bahnhaltepunkt Moosbachtal an der Wieslauterbahn erschlossen, die mittwochs sowie sams-, sonn- und feiertags von Mai bis Oktober im Ausflugsverkehr bedient wird.